# Северна конференция
Конференция Север (на английски: Conference North), позната още като Блу Скуеър Норт поради спонсорски ангажимент, е полупрофесионална английска футболна лига. Заема шестото ниво на английския футбол, заедно със Конференция Юг, като те са разделени на географски принцип. В нея участие взимат клубове от северна и средна Англия. Конференция Север е въведена през 2004 след голямо преструктуриране на английския аматьорски и полуаматьорски футбол.

## Структура
В Конференция Север има 22 отбора. Всеки от тях изиграва по 2 срещи с останалите (един път като домакин и един път като гост) и получава три точки за победа, една точка за равенство и нито една точка за загуба. От тези точки се определя класирането в таблицата.
След края на сезона първият отбор заедно с победителя от елиминациите получават промоция за Националната конференция и заемат местата на два отбора заели две от последните четири места. Победителят се определя като спечели срещите над другите 3 отбора участващи в елиминациите. В полуфиналите в срещи се изправят 2-рият срещу 5-ият и 3-тият срещу 4-тият. Победителите от двете срещи изиграват финална среща среща и победилият в тази среща получава промоция.
Отборите завършили на последните 3 места в класирането на дивизията изпадат в Северна Футболна лига като техните места се заемат от шампиона на лигата, вторият в класирането и победителят в елиминациите.
Крайната позиция на даден отбор се определя в реда: брой точки, голова разлика, вкарани голове, баланс между два или повече отбори спорещи за по-високото място и най-накрая е серия от повече изиграни срещи в елиминациите.

## Отбори 2020/21
| Отбори                | Градове          | Стадиони                                              | Капацитет |
| --------------------- | ---------------- | ----------------------------------------------------- | --------- |
| АФК Файлд             | Уесъм            | Милл Фарм                                             | 6,000     |
| АФК Телфорд Юнайтед   | Телфорд          | Ню Бъкс Хед                                           | 6,300     |
| Алфретън Таун         | Алфретън         | Норт стрийт                                           | 3,600     |
| Блит Спартанс АФК     | Блит             | Крофт Парк                                            | 4,435     |
| Бостън Юнайтед        | Бостън           | Бостън Къмюнити Стейдиъм                              | 5,000     |
| Бракли Таун           | Бракли           | Ст. Джеймс Парк                                       | 3,500     |
| Брадфорд (Парк Авеню) | Брадфорд         | Хорсфал Стейдиъм                                      | 3,500     |
| Честър                | Честър           | Дева Стейдиъм                                         | 6,500     |
| Чорли                 | Чорли            | Виктори Парк                                          | 4,100     |
| Кързън Аштън          | Аштън-ъндър-Лайн | Тамезид Стейдиъм                                      | 4,000     |
| Дарлингтън            | Дарлингтън       | Блекуел Мидоус                                        | 3,300     |
| Фарзли Селтикс        | Фарзли           | Дъ Цитадел                                            | 3,900     |
| Гейтсхед              | Гейтсхед         | Гейтсхед Интернейшънъл Стейдиъм                       | 11,800    |
| Глостър               | Глостър          | Миидоу Парк                                           | 3,600     |
| Гайзли                | Гайзли           | Недърмуур Парк                                        | 4,200     |
| Херефорд              | Херефорд         | Едгър Стейдиъм                                        | 5,213     |
| Кетъринг Таун         | Кетъринг         | Латимър Парк (споделя игрище с Бъртън Парк Уондърърс) | 3,269     |
| Кидърминстър          | Кидърминстър     | Агбороу                                               | 6,238     |
| Лемингтън             | Лемингтън        | Ню Уиндмил Граунд                                     | 2,300     |
| Саутпорт              | Саутпорт         | Хайг Авеню                                            | 6,008     |
| Спенимур Таун         | Спенимур         | Брoъри Фийлд                                          | 6,000     |
| Йорк Сити             | Йорк             | Йорк Интернейшънъл Стейдиъм                           | 8,005     |

## Предишни победители
| сезон   | Шампион          | Победител в плейофите |
| ------- | ---------------- | --------------------- |
| 2004-05 | Саутпорт         | Олтринчъм             |
| 2005-06 | Нортуич Виктория | Стафорд Рейнджърс     |
| 2006-07 | Дройлздън        | Фарзли Селтикс        |
| 2007-08 | Кетъринг Таун    | Бароу                 |